# Giulio Raimondo Mazzarino

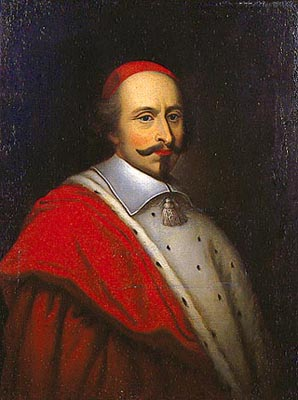
Cardenal Mazzarino, prelat i estadista francès, per Pierre Louis Bouchart

El Cardenal Mazzarino o Mazarin, nascut Giulio Raimondo Mazzarino el 14 de juliol de 1602, a Pescina (llavors Regne de Nàpols, territori de la Corona d'Aragó, avui Itàlia) i mort el 9 de març de 1661 a Vincennes, França, va ocupar el càrrec de primer ministre de França des del 1642, fins a la seva mort. Va succeir el seu mentor, el cardenal Richelieu.

## Biografia
Provinent d'una modesta família siciliana, va ser educat pels jesuïtes a Roma. Va estudiar dret canònic a la Universitat d'Alcalá. De tornada a Roma va prestar servei militar a l'exèrcit del Papa, i el 1628 va aconseguir el títol de doctor "in utroque iure".
L'experiència militar i diplomàtica de Mazzarino (el 1630 va assumir les negociacions de pau durant la guerra de successió de Màntua) van fer que el cardenal Richelieu es fixés en ell. Com a vice-legat papal a Avinyó l'any 1632, i com a nunci extraordinari a França el 1634, Mazzarino va ser percebut com una extensió de la política de Richelieu, i axí, sota pressió dels Habsburg, Mazzarino fou obligat a marxar de Roma per Urbà VIII, el 17 de gener de 1636. Mazzarino immediatament se n'anà a París, oferí els seus serveis a Richelieu i obtingué la ciutadania francesa a l'abril. La culminació dels seus serveis diplomàtics va ser l'acord secret entre França i Tomàs de Savoia, signat a finals del 1640. L'any següent, gràcies a la insistència de Richelieu, va ser nomenat cardenal. Fou nomenat successor de Richelieu a la mort d'aquest, el 1642.
En morir Lluís XIII l'any 1643, i mentre Lluís XIV només era un nen, Mazzarino va exercir de "sobirà" de França. Tot i que Lluís va esdevenir rei el 1643 a l'edat de 5 anys —sota la regència de la reina mare Anna d'Àustria— i fins a la seva mort el 1661, Mazzarino va dirigir la política francesa. La seva forma de ser, més aviat modesta, contrastava amb la de l'imperiós Richelieu. Anna d'Àustria l'apreciava tant i va intimar tant amb ell que els permanents rumors de què Lluís XIII era homosexual insinuaven a més que tots dos eren parella en secret, i que el delfí de França era en realitat fill seu.

## Política de Mazzarino

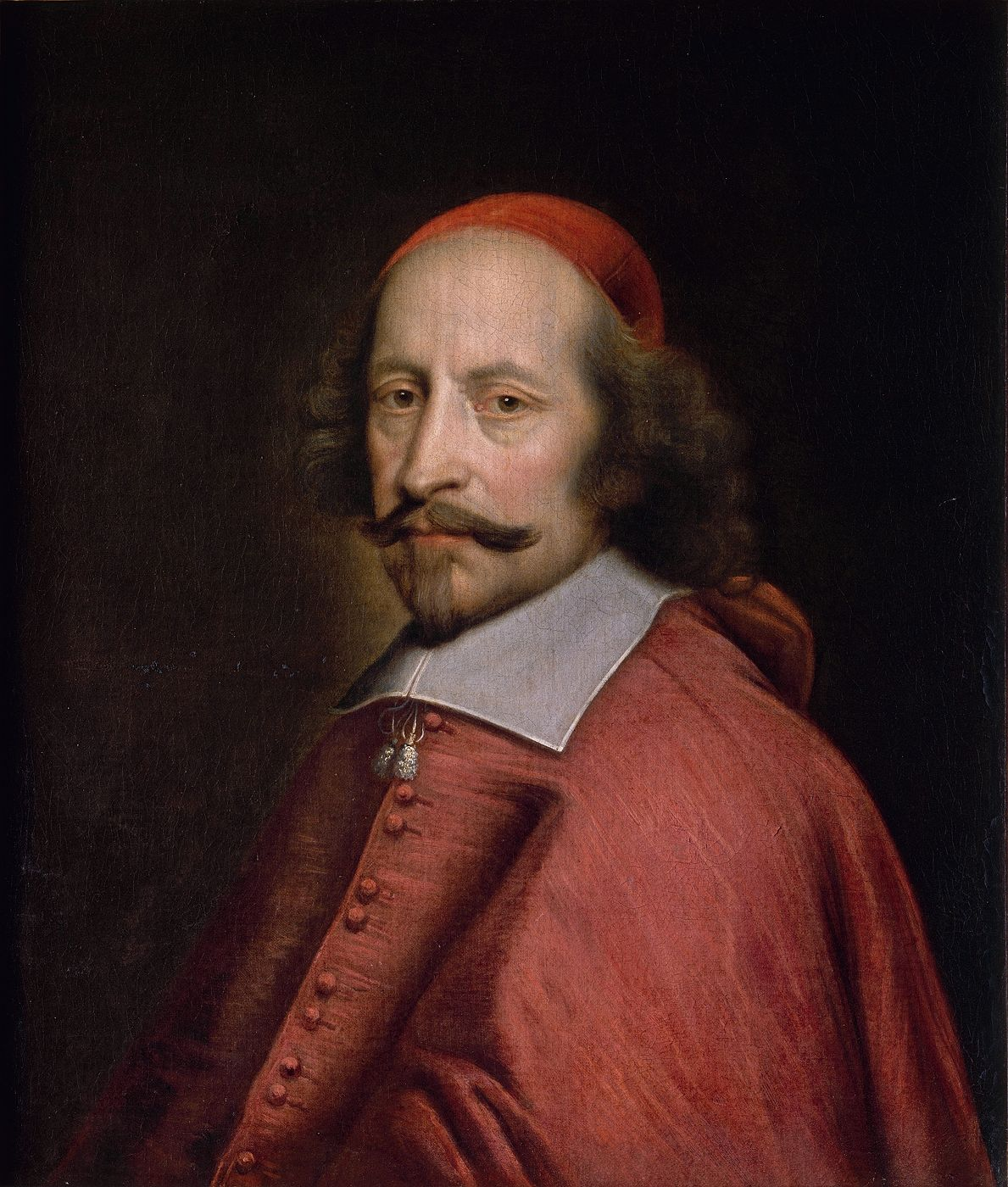
Cardenal Juli Mazarin

Mazzarino va continuar la política anti-Habsburgs de Richelieu i va cimentar l'expansionisme del regnat de Lluís XIV de França. Les victòries de Lluís II de Borbó-Condé i d'Enric de La Tour d'Auvergne van dur a França a obtenir guanys importants a la finalització de la Guerra dels Trenta Anys, amb el Tractat de Munster i el Tractat d'Osnabrück (Tractat de Westfàlia), en el que la política de Mazzarino va ser més francesa que no pas catòlica, incorporant Alsàcia, tot i que no la ciutat d'Estrasburg, a França. Va posar al poder a prínceps protestants en abadies i altres llocs de pes en recompensa per la seva oposició a Àustria. El 1658 va formar la Lliga del Rin, que va ser concebuda per controlar la Casa d'Àustria a l'Alemanya central. El 1659 va signar la Pau dels Pirineus amb els Habsburg d'Espanya, que representà per a França la incorporació dels territoris de la Catalunya del Nord, Rosselló i Alta Cerdanya al sud, i una part dels Països Baixos al nord. El 1657 crea a Perpinyà, el regiment Català Mazarí format per dos batallons.
Pel que respecta al protestantisme a França, Mazzarino va tenir una política de promeses i demores calculades per tal de dissuadir la insurrecció armada de l'Ardèche el 1653. Així, per exemple, va mantenir desarmats els hugonots: durant sis anys els va fer creure que estaven a punt de recuperar els drets que en el passat els va atorgar l'abolit Edicte de Nantes. Finalment no van aconseguir res.
En la cursa per situar en el papat el seu candidat —cursa guanyada pel candidat dels Habsburg espanyols cardenal Pamfili, nomenat efectivament papa el 15 de setembre de 1644 amb el nom d'Innocenci X—, va existir una fricció constant. Mazzarino donava suport als cardenals Barberini, nebots de l'anterior papa, Urbà VIII, i la butlla sancionada contra aquests per Innocenci X va ser portada a discussió per Mazarino al Parlament de París, on va ser declarada nul·la i abusiva. Tan aviat com va poder, França va preparar-se per envair amb un exèrcit els Estats Pontificis, i el nou papa va cedir a la voluntat de Mazzarino. Mazzarino va ser un enemic implacable del jansenisme, més per les seves implicacions polítiques que no pas per les teològiques, prevenint fins i tot en el seu llit de mort al jove Lluís XIV de "no tolerar ni tan sols el nom jansenistes".
Les controvèrsies al voltant de la política del cardenal, així com la feblesa de la regència, van portar França a dues guerres civils, conegudes com «la guerra de la Fronda (1648-52)». Per dues vegades, el 1651 i 1652, va ser expulsat del país per la Fronda del Parlament i la Fronda dels Nobles. Els nombrosos pamflets de caràcter satíric anomenats mazzarinades, publicats en contra d'ell, sovint apel·laven al seu origen italià. A més, l'increment del poder reial a França —iniciat a l'època de Richelieu— i l'augment dels impostos, com el de la Taille, van ser atacats pels defensors de l'antiga llibertat aristocràtica en contra de l'absolutisme polític.

## Llegat
En morir deixava assolits gran part dels objectius polítics del cardenal Richelieu: la modernització del Regne de França i la seva transformació en la principal potència europea, la restauració de l'absolutisme, la subjugació de la noblesa francesa i el declivi del poder dels Habsburg a Europa.
Mazzarino va llegar a l'Estat francès tots els seus béns —incloent-hi una col·lecció d'art més gran que la del propi rei—, que es calcula que era d'uns 35 milions de lliures, de les quals, 8 milions en efectiu, tant com els fons del Banc d'Amsterdam, el banc més important de l'època. Si es té en compte que ho havia perdut tot a la Guerra de la Fronda, es pot dir que va acumular aquesta fortuna entre el 1652 i la data de la seva mort —és a dir, en menys de nou anys. A l'Antic Règim, tot i que sense arribar a aquest nivell, les herències més elevades havien estat les del cardenal Richelieu, setze milions nets, i la de Carles I Gonzaga-Nevers, de 5,5 milions el 1637.
En el pla cultural, al seu testament ordena la creació del Col·legi de les Quatre Nacions, que més tard es convertiria en l'Institut de França, el qual inclou l'Acadèmia Francesa de les Lletres.
En el pla literari, la seva controvertida actuació va donar origen a un gènere molt popular durant la Guerra de la Fronda, la mazzarinade, poètica satírica de crítica política. Se li ha atribuït un magistral assaig de tàctica política, el Breviari dels Polítics, perfecta actualització d'El príncep de Maquiavel, traduït al català per Ramon Alcoberro el 1991 i reeditada l'any 2011 amb un pròleg de Xavier Rubert de Ventós.

## Connexions familiars
La fortuna del Cardenal Mazzarino i la bellesa de les seves nebodes van propiciar interessants connexions familiars, tant maritals com extra-maritals.
D'entre aquestes destaquen les tres nebodes:
- Marie Mancini, gran amor platònic de joventut de Lluís XIV, que va renunciar a ella per tal d'esposar-se amb Maria Teresa d'Àustria.
- Olympe Mancini, neboda del cardenal, comtessa de Soissons, que va ser la mare del príncep Eugeni de Savoia.
- Hortense Mancini, esposa d'Armand-Charles de la Porte, duc de Mayenne i de La Meilleraye. Per aliances successives, el ducat passà a la família d'Honoré IV de Grimaldi, príncep de Mònaco, avantpassat de l'actual sobirà Albert II de Mònaco.

Hortense i Marie Anna Mancini foren cèlebres per la seva bellesa, el seu esperit i els seus amors.
El seu germà Philippe es va casar amb Diane de Thianges, neboda de Madame de Montespan. Ells foren els besavis de l'acadèmic Louis-Jules Mancini-Mazarini i igualment avantpassats dels actuals Grimaldi.